# Großes Fenn (Landkreis Havelland)
Das Naturschutzgebiet Großes Fenn liegt im Landkreis Havelland in Brandenburg südwestlich von Böhne, einem Ortsteil der Stadt Rathenow. Südlich und östlich fließt der Königsgraben, östlich verläuft die Landesstraße L 96 und fließt die Havel.

## Bedeutung
Das 83,72 ha große Gebiet mit der Kennung 1131 wurde mit Verordnung vom 30. Juni 1995 unter Naturschutz gestellt.